# Bohdan Neureutter
Bohdan Neureutter, též Theodor Neureutter (20. listopadu 1829, Praha – 13. dubna 1899, tamtéž) byl český dětský lékař, profesor české lékařské fakulty.

## Život
Jeho otec Ondřej Neureutter, známý pražský advokát, přátelil se s Jungmannem, Hněvkovským a dalšími obrozenci. Bohdan vystudoval akademické gymnázium staroměstské a roku 1848 nastoupil na pražskou lékařskou fakultu. Zpočátku měl zálibu v chirurgii, kterou studoval pod vedením profesora Piťhy. Větší vliv na něj měl internista profesor Josef Hamerník, bojovník proti zastaralým a škodlivým léčebným postupům (například pouštění žilou při zápalu plic).
24. května 1854 získal doktorský titul. Praxi absolvoval ve všeobecné nemocnici, krátce také působil jako domácí lékař u hraběte Nostice a Clam-Gallase. V říjnu 1856 přešel do Dětské nemocnice císaře Františka Josefa. V tomto ústavu pracoval třicet let, až do roku 1887. Účastnil se tam i vědeckých prací s profesory Löschnerem, Lamblem a Schindlerem, zejména v oblasti patologické anatomie. Založil patologicko-anatomické muzeum. Vzdělání si rozšiřoval na studijních pobytech ve Vídni, Berlíně, Mnichově a Porýní. V dětské nemocnici se stal postupně primářem a spoluředitelem (kvůli národnostní rovnováze byli ředitelé dva, jeden český a jeden německý). Získané zkušenosti zveřejňoval v českých i německých časopisech. Roku 1884 byl jmenován mimořádným profesorem na české lékařské fakultě., byl tak vůbec prvním českým profesorem dětského lékařství.
Po rozdělení pražské univerzity na českou a německou část přešla roku 1886 dětská nemocnice pod německou lékařskou fakultu. Neureutter byl zbaven ředitelského místa a následujícího roku z tohoto ústavu odešel. Poté vedl ambulantní oddělení na české dětské klinice. V roce 1883 byl jmenován přednostou zamýšlené pediatrické kliniky. Zasloužil se o založení nové České dětské nemocnice v Praze na Karlově, která se začala stavět v listopadu 1898. Jejího otevření se však nedočkal, jelikož byla otevřena až v roce 1902.
Neureutter byl známý nejen jako vynikající patologický anatom s velkými zkušenostmi praktického lékaře a klinika, ale i jako lidumil a aktivní účastník humanitárních a vlasteneckých podniků. Chudé léčil zdarma, občas jim i finančně přispěl. Určitou dobu zasedal v pražském městském zastupitelstvu. Působil jako lékař a člen ředitelství v ústavu hluchoněmých. Od roku 1888 byl členem družstva Národního divadla a bezplatným lékařem Národního divadla a ústavu hluchoněmých. Politicky patřil k zastáncům staročechů, mezi nimiž měl řadu přátel. K novým poznatkům se v posledních letech života stavěl poněkud nedůvěřivě, ale nechal se přesvědčit praktickými výsledky. Byl vlastencem, přičemž lásku k vlasti dokazoval činy. Svým lidským přístupem, znalostmi, pedagogickou činností i publikacemi si vysloužil důvěru široké veřejnosti a respekt českých i německých kolegů. Získal zlatý záslužný kříž s korunou a roku 1898 se stal rytířem řádu Františka Josefa.
Zemřel ve spánku 13. dubna 1899 v Praze. Jeho pohřeb v kostele na Karlově proběhl za velké účasti, ostatky pak byly uloženy v hrobce na Olšanských hřbitovech.

## Dílo
Neureutter publikoval řadu článků v českých i německých odborných časopisech. Byl jedním z prvních lékařů, kteří psali česky, pomáhal tvořit českou terminologii a položil základ české lékařské literatuře, kterou pak podstatně rozvinul Bohumil Eiselt. Jeho práce, zejména v oblasti dětské infektologie a léčení spalniček, byly citované v německých vědeckých studiích.
V Časopise českých lékařů zveřejnil mimo jiné tyto články:
- Onanie u dětí (1880)
- Noční vyděšení u dětí (1880)
- Ozubování, ozubatění u dětí (1881)
- Častost vyskytování se zánětů a hniloby v kloubech končetin a v páteři u dětí (1883)
- Stav, který následuje po opití, může býti snadno osudným i u dětí (1884)
- Běhavka u dětí (1888)

Publikoval i v časopise Odborná pathologie a therapie.